# Ngaraard
Ngaraard là bang thứ tám của Cộng hòa Palau, và ban đầu được đặt tên là Kerradel. Ngaraard nằm trên mũi phía bắc của đảo Babeldaob và đối diện với bang Ngarchelong. Có năm làng nhỏ tại Ngaraard, bao gồm Choll, Elab, Ngebuked, Ngkeklau và thủ phủ, Ulimang, nằm trên bờ phía đông của bang. Trước đây, thủ phủ của Ngaraard là làng Ngebuked, nơi mà các nhà lãnh đạo truyền thống của bang, Maderangebuked, sống và cai trị.